# Sejm zwyczajny 1695
Sejm 1695 – sejm zwyczajny I Rzeczypospolitej został zwołany 26 października 1694 roku do Warszawy.
Sejmiki przedsejmowe w województwach odbyły się 1 grudnia 1694 roku, a sejmik małopolski główny w Korczynie 15 grudnia 1694 roku i sejmik kujawski powtórny 15 stycznia 1695 roku.
Marszałkiem sejmu starej laski był Andrzej Kryszpin-Kirszenstein, pisarz polny litewski.
Obrady trwały od 12 stycznia do 24 marca 1695 roku. Sejm został zerwany przez posłów litewskich. Uniwersał posejmowy wydano 24 kwietnia, a sejmiki relacyjne odbyły się 26 maja 1695 roku.